# Majorosy János
Majorosy János (Aldebrő, 1831. július 10. – Kalocsa, 1904. november 26.) kalocsai segédpüspök, knini (tinnini) címzetes püspök.

## Pályafutása
1855. július 22-én szentelték pappá. Ezután Sztanisicson volt káplán, majd Őrszálláson plébános. 1858-tól érseki iktató, 1860-tól főszentszéki jegyző és érseki szertartó, 1865-től érseki titkár, 1869-től érseki irodaigazgató lett. 1787-tól kereki apát, 1880-tól prelátus.
A kalocsai főszékeskáptalanban 1869. szeptember 29-től tiszteletbeli, 1875. június 5-től ifjúsági mesterkanonokká nevezték ki. 1878. szeptember 17-től tiszai, 1881. június 9-től bácsi, 1886. június 30-tól székesegyházi főesperes volt. 1888. május 1-jétől bácsi kisprépost, 1893. augusztus 21-től őr-, 1895. április 17-től éneklő-, 1902. április 29-től olvasókanonok, 1903. április 15-től nagyprépost.

### Püspöki pályafutása
1885. július 27-én knini (tinnini) címzetes püspökké és kalocsai segédpüspökké nevezték ki. Október 11-én szentelte püspökké Haynald Lajos kalocsai érsek, Lönhart Ferenc erdélyi püspök és Lichtensteiger Ferenc kalocsai segédpüspök segédletével. 1891-től általános helynök.